# محوطه دول زینل مرده
محوطه دول زینل مرده مربوط به دوره اشکانیان - سده‌های میانه دوران‌های تاریخی پس از اسلام است و در شهرستان خرم‌آباد، بخش پاپی، دهستان کشور، ۵/۳ کیلومتری شمال شرق روستای سنگتراشان واقع شده و این اثر در تاریخ ۲۸ اسفند ۱۳۸۵ با شمارهٔ ثبت ۱۸۶۱۵ به‌عنوان یکی از آثار ملی ایران به ثبت رسیده است.